# Beerschot AC
Beerschot AC a fost un club de fotbal belgian cu sediul în Antwerp. Clubul a fost desființat în 2013.